# 服部一三
服部 一三（はっとり いちぞう、1851年3月13日（嘉永4年2月11日） - 1929年（昭和4年）1月25日）は明治時代の日本の文部・内務官僚。族籍は山口県士族。
東京英語学校、東京大学法・理・文各学部綜理（1880年（明治13年）6月4日）、東京大学予備門（いずれも東京大学教養学部の前身）校長・予備門長、大阪専門学校（京都大学の前身の1つ）綜理、日本地震学会初代会長、東京大学法学部初代学部長、共立女子職業学校（共立女子中学校・高等学校の前身）校長、文部省普通学務局長、岩手・広島・長崎・兵庫の各県知事、貴族院議員を歴任した。

## 経歴
長州藩士槍術指南役渡辺兵蔵の三男として周防国吉敷郡吉敷村（現山口県山口市）で誕生する。幼名は猪三郎、元服の頃に愷輔、のちに一三と名を改める。安政4年（1857年）の頃に郷校憲章館に入学、このときの学頭が片山哲次郎（後の名和緩）で、慶応元年（1865年）ごろ哲次郎の養子となり、哲次郎が生家の服部家の名を継ぐ際に一三も服部を名乗るようになった。同年、長州藩遊撃隊に入隊した。慶応3年4月（1867年5月頃）、河瀬真孝の長崎追従の許可をきっかけに明治2年11月 （1869年末）まで長崎で洋学を学んだ。長崎ではのちのイギリス総領事となるロバートソン、同アストンに師事するとともに、大隈重信の致遠館で岩倉具視の子である具定・具経兄弟とともに大隈やフルベッキから教えを受けた。一三は伊藤博文や井上馨の居宅で生活し渡航の機会を窺がっていた。
明治2年末、アメリカ・ニュージャージー州のニューブラウンズウィックへの官費留学が決定され岩倉兄弟とともに一三も留学した。アメリカ留学時は上司の森有礼ともどもトマス・レイク・ハリスが設立した新興宗教「新生兄弟会」の影響を受けた。同地でラトガース大学に学び、明治8年（1875年）6月、同大理学部を卒業し、理学士（B.S.）の学位を取得した。同年8月に帰国し、翌月、文部省に入省し督学局雇となる。明治8年11月、東京英語学校長心得に就任し、同校長、東京大学予備門主幹、兼東京大学法学部・文学部綜理補、大阪専門学校綜理、東京大学法学部長兼同予備門長
などを歴任し、明治15年（1882年）2月、東京大学幹事となる。また、明治13年（1880年）には東京大学へ後漢の学者張衡の候風地動儀の図を画工に描かせて寄贈した縁により、日本地震学会の初代会長に推薦され就任している。
明治17年（1884年）10月、農商務省御用掛に発令され、ニューオーリンズで開催の万国工業兼綿百年期博覧会（en:World Cotton Centennial）に参列し、明治19年（1886年）1月まで欧州各国を視察した。同年3月、文部省書記官に就任し、兼文部省参事官、同省普通学務局長を務めた。明治24年（1891年）4月、官選により岩手県知事に転じ、以後、広島県知事、長崎県知事、兵庫県知事を歴任。大正5年（1916年）4月に辞職した。明治36年（1903年）7月15日、兵庫県知事在任中に貴族院勅選議員に任命され、同和会に属し死去するまで在任した。大正8年（1919年）4月、万国議員商議員としてベルギーを訪問、同年11月、神戸商工会議所内に国際連盟神戸支部を開設し同支部長を務めた。昭和元年（1926年）、平沼騏一郎が会長となっていた国本社の神戸支部長に就任した。大正5年（1916年）6月19日、錦鶏間祗候に任じられた。墓所は青山霊園1-イ-6。

## 人物
一三は浮世絵や近世絵画の蒐集家としても著名であり、その量は1万枚にも達する。上村松園や伊藤小坡の弟子たちは鑑賞のために服部邸を訪れている。その膨大な蒐集品は東京帝室博物館（現 東京国立博物館）に間借りして保管されていた。住所は兵庫県武庫郡西灘村岩屋（現神戸市）。

## 栄典・受章・受賞
位階
- 1880年（明治13年）8月30日 - 従六位
- 1881年（明治14年）9月24日 - 正六位
- 1887年（明治20年）3月25日 - 従五位
- 1891年（明治24年）4月30日 - 従四位
- 1896年（明治29年）4月10日 - 正四位
- 1901年（明治34年）5月20日 - 従三位
- 1910年（明治43年）6月11日 - 正三位[9]
- 1916年（大正5年）6月30日 - 従二位

勲章等
- 1889年（明治22年）11月29日 - 大日本帝国憲法発布記念章[10]
- 1890年（明治23年）11月1日 - 藍綬褒章
- 1892年（明治25年）6月29日 - 勲四等瑞宝章[11]
- 1896年（明治29年）3月31日 - 勲三等旭日中綬章
- 1903年（明治36年）6月26日 - 勲二等瑞宝章
- 1906年（明治39年）4月1日 - 勲一等旭日大綬章[12]・明治三十七八年従軍記章[13]
- 1915年（大正4年）11月10日 - 大礼記念章（大正）[14]
- 1929年（昭和4年）1月25日 - 旭日桐花大綬章[15]

外国勲章等佩用允許
- 1902年（明治35年）9月30日 - 赤十字第三等記章（英語版）（プロイセン王国）[16]
- 1903年（明治36年）
  - 5月9日 - 第二等第一双竜宝星（英語版）（清国）
  - 12月8日 - 聖スタニスラフ第一等勲章（英語版）（ロシア帝国）
- 1908年（明治41年）4月7日 - 勲一等太極章（大韓帝国）[17]

## 著作
- 『戦のあと』 服部一三編輯、服部一三、1920年2月
- 『雲嶺歌集』 服部節子編、服部節子、1929年12月
  - 勝田銀次郎編纂 『服部一三翁景伝』 服部翁顕彰会、1943年12月 - 抄録
- 「詩文撰」（前掲 『服部一三翁景伝』）

記録・回顧録
- 「東京英語学校年報」（『文部省第四年報附録 第一』）
- 「大阪専門学校年報」（『文部省第七年報附録』）
- 「我国最初の小学校令」（東京朝日新聞政治部編 『その頃を語る』 東京朝日新聞発行所、1928年10月）
- 「服部一三氏の談話」（妻木忠太著 『史実参照 木戸松菊公逸話』 有朋堂書店、1935年4月）
- 「書簡集」「外遊日誌」（前掲 『服部一三翁景伝』）

### 註釈
1. ↑  郷校憲章館では同門に同郷出身の内海忠勝がおり、後年の知事時代にも手紙のやり取りをするなど二人の付き合いは長期に亘った[3]。
2. ↑  一三は辞表に「病気や一身上の理由ではなく後進に道を譲る気持ちから職を辞する」と記述している[3]。

## 関連文献
- 前掲 『服部一三翁景伝』